# آنا غولدفيدر
الدكتورة آنا غولدفيدر (1898 - 15 فيفري 1993) باحثة رائدة في مجالات علم الأشعة ومعالجة السرطان. ولدت غولدفيدر في بولندا عام 1898 ودرست في جامعة براغ وعملت في جامعة ماساريك قبل أن تتحصل على درجة الدكتوراه في العلوم الطبيعية سنة 1922. دُعيَت لإجراء بحوث في الولايات المتحدة وهاجرت في عام 1931. خلال حياتها المهنية التي استمرت 66 عامًا كعالمة أبحاث عملت في كل من جامعة فيينا وجامعة هارفاردوجامعة كولومبيا ومستشفى لينوسك هيل ومعهد روكفلر وقسم مستشفيات مدينة نيويورك وقسم علم الأحياء في جامعة نيويورك واشنطن سكوير حيث كانت مديرة معمل أبحاث السرطان والبيولوجيا الإشعاعية.  

تشتهر غولدفيدر بدورها كإمرأة رائدة في البحث العلمي المتقدم وإنجازاتها العديدة كباحثة. يكتب أوتمن ستانلي، عضو معهد الدراسات التاريخية (بيركلي): «نادرا ما يبالَغ في تقدير مساهمات هذه الباحثة البولندية المتميزة في علاج السرطان بشكل عام وطب الأشعة بشكل خاص». ابتكرت غولدفيدر سلالة من فئران المختبر البيضاء سميت X-GF (مستخدمةً الأحرف الأولى من اسمها) وهي مقاومة للأورام السرطانية الطبيعية والتي يسببها المختبر وتستخدم على نطاق واسع في التجارب. اكتشفت أن العلاج الإشعاعي (في الفئران) يمكنه تدمير الورم الخبيث تمامًا دون إلحاق الضرر بها، كما قامت أيضًا بتحسين استخدام درع الرصاص واكتشفت أن تأثيرات الإشعاع تختلف باختلاف وسيط الانبعاث. كتب سول سبيجلمان في كتابه تحية إلى غولدفيدر في حوليات أكاديمية نيويورك للعلوم ما يلي:
«أودَ أن أشير بإيجازٍ إلى عدد قليل من مساهماتها لتقديم إشارة طفيفة على الأقل عن أصالتها وبُعد نظرها. (1) كانت آنا غولدفيدر من أوائل الذين نجحوا في إنشاء زراعة الأنسجة باستخدام الخلايا الظهارية البشرية وهو إنجاز أصبح أكثر أهمية بسبب أنه تم إنجازه قبل إدخال المضادات الحيوية. (2) كانت من الأوائل الذين حددوا أهمية ضمان تناسق خلايا المضيف في محاولة الحصول على معلومات علاجية وبيولوجية مفيدة من عمليات زرع الأورام. (3) أثبتت آنا القيمة العلاجية للإشعاع المجزأ والموضعي في علاج الأورام وأظهرت أنه يمكن الحصول على علاجات باستخدام نماذج حيوانية. هذه النتائج كان لها تأثير كبير على تصميم بروتوكولات العلاج الإشعاعي السريري. (4) قامت بتطوير سلالة X-GF الشهيرة من الفئران والتي كانت شديدة المقاومة للأورام الحميدة وكذلك للأورام الناجمة عن الإشعاع. أصبحت هذه الفئران أداة تجريبية مفيدة لتحليل الأسئلة المتعلقة بكل من علاج وسبب السرطان».
كانت غولدفيدر معروفة أيضًا بتفانيها في مساعيها العلمية. بعد فترة طويلة من سن التقاعد الإلزامي عندما تم إغلاق مستشفى ديلافيلد في نيويورك، لم تتمكن من إقناع مسؤولي المدينة بنقل مختبرها. بدلا من الإغلاق ومع بعض التمويل الذاتي بقيت في المبنى المهجور لمدة عامين قبل أن تحصل على منحة كافية لنقل عملها إلى مرافق جامعة نيويورك.  أنشأت، وفق وصية، منحة الدكتورة آنا غولدفيدر لطلاب الدكتوراه في معهد وايزمان للعلوم في رحوفوت بالأراضي الفلسطينية المحتلة.